# Günter Rudolph (Politiker)

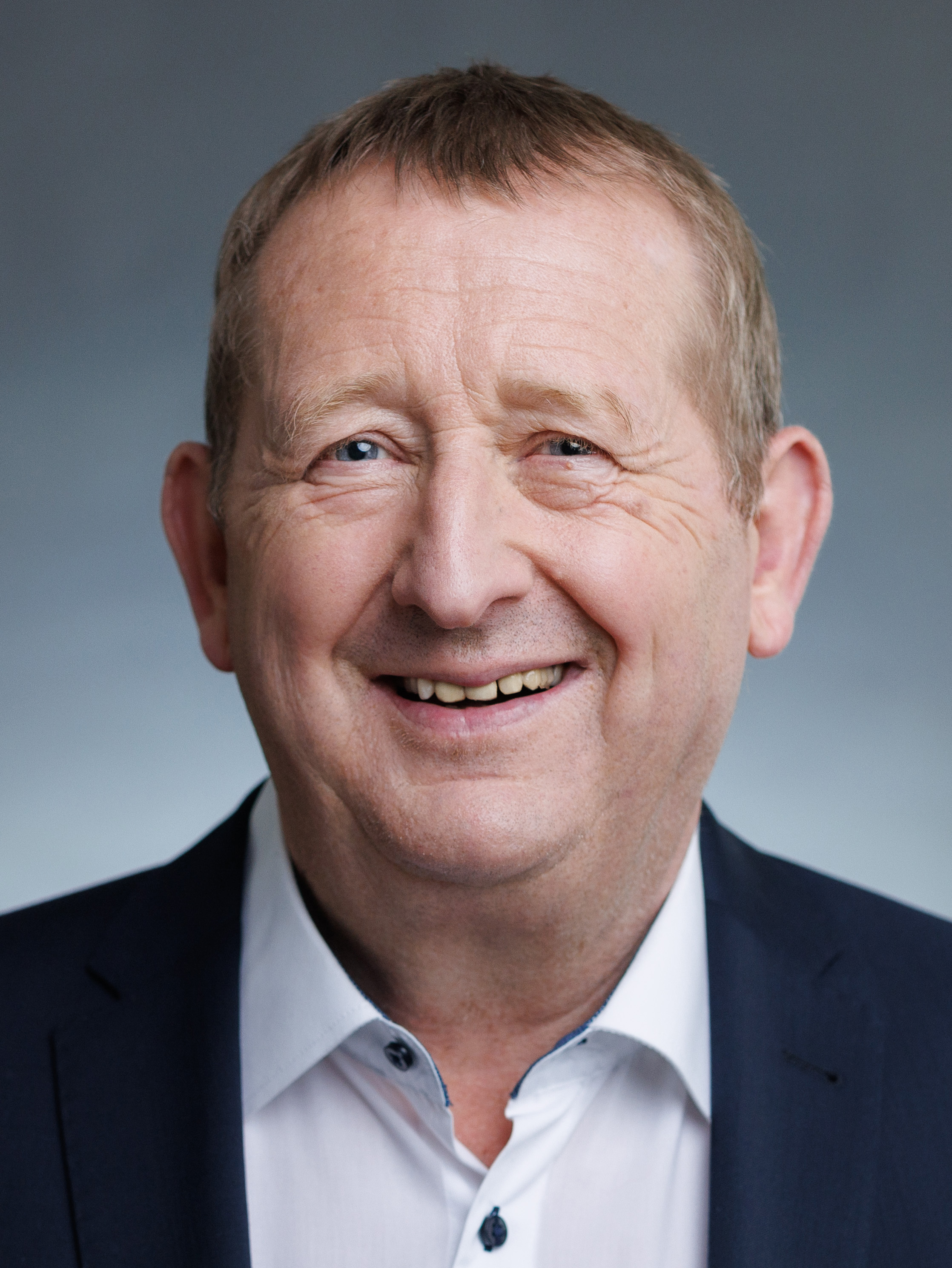
Günter Rudolph (2022)

Günter Rudolph (* 13. März 1956 in Haldorf) ist ein deutscher Politiker (SPD) und seit 1995 Abgeordneter des Hessischen Landtags. Von Dezember 2021 bis Januar 2024 war er Vorsitzender der SPD-Landtagsfraktion und in dieser Eigenschaft auch Oppositionsführer im Landtag.

## Ausbildung und Beruf
Nach dem Abitur machte Rudolph eine Ausbildung für den gehobenen Verwaltungsdienst und war von 1981 bis 1995 beim Magistrat der Stadt Kassel tätig.

## Politik
Seit 1972 ist er Mitglied der SPD und war von 2004 bis 2010 Vorsitzender des SPD-Unterbezirks Schwalm-Eder.
Seit 1977 ist Rudolph Gemeindevertreter in Edermünde und war dort von 1982 bis Januar 2024 Vorsitzender der SPD-Fraktion. Er war von 1985 bis 1997 auch Mitglied des Kreisausschusses des Schwalm-Eder-Kreises, seit 1997 Abgeordneter im Kreistag des Schwalm-Eder-Kreises und seit 2002 Vorsitzender der Kreistagsfraktion.
Im Hessischen Landtag ist er seit dem 5. April 1995 Abgeordneter. 
Rudolph war von 2009 bis 2021 parlamentarischer Geschäftsführer der hessischen SPD-Landtagsfraktion. Er wurde am 14. Dezember 2021 Vorsitzender der SPD-Fraktion im Landtag. Seine Vorgängerin Nancy Faeser war Innenministerin im Kabinett Scholz geworden. 
Bei der Landtagswahl in Hessen 2023 trat Rudolph auf Platz 2 der SPD-Landesliste an. Er verlor sein Direktmandat im Wahlkreis Schwalm-Eder I an Dominik Leyh (CDU), der mit 27,3 Prozent der Erststimmen einen Prozentpunkt mehr als Rudolph erhielt. Dieses Direktmandat ging erstmals seit 1983 nicht an die SPD. Rudolph zog über die Landesliste in den Landtag ein.
Bei der Landtagswahl 2023 erreichte die SPD Hessen ihr historisch schlechtestes Ergebnis seit Bestehen des Bundeslandes Hessen. Ministerpräsident Boris Rhein (CDU) führte anschließend Sondierungsgespräche mit SPD und Grünen und entschied sich, für viele überraschend, gegen seinen bisherigen Koalitionspartner Grüne. SPD-Fraktionschef Rudolph galt als einer der Wegbereiter der schwarz-roten Koalition Kabinett Rhein II, erhielt aber keinen Posten in diesem Kabinett. Daraufhin trat er am 16. Januar 2024 nicht erneut zur Wahl des Fraktionsvorsitzenden an. Tobias Eckert wurde zu seinem Nachfolger gewählt.

## Belege
1. ↑  Dominik Leyh von der CDU gewinnt das Direktmandat im Wahlkreis 7. In: Hessische/Niedersächsische Allgemeine. 9. Oktober 2023. Abgerufen am 9. Oktober 2023.
2. ↑  Boris Rhein als Ministerpräsident wiedergewählt (18. Januar 2024)
3. ↑  hessenschau de, Frankfurt Germany: Machtkampf in Hessen-SPD: Rudolph ohne Amt, Eckert neuer Fraktionschef. 16. Januar 2024, abgerufen am 16. Januar 2024 (deutsch).

| Personendaten    | Personendaten                                                      |
| ---------------- | ------------------------------------------------------------------ |
| NAME             | Rudolph, Günter                                                    |
| KURZBESCHREIBUNG | deutscher Politiker (SPD) und Abgeordneter des Hessischen Landtags |
| GEBURTSDATUM     | 13. März 1956                                                      |
| GEBURTSORT       | Haldorf                                                            |